# Rory Gallagher

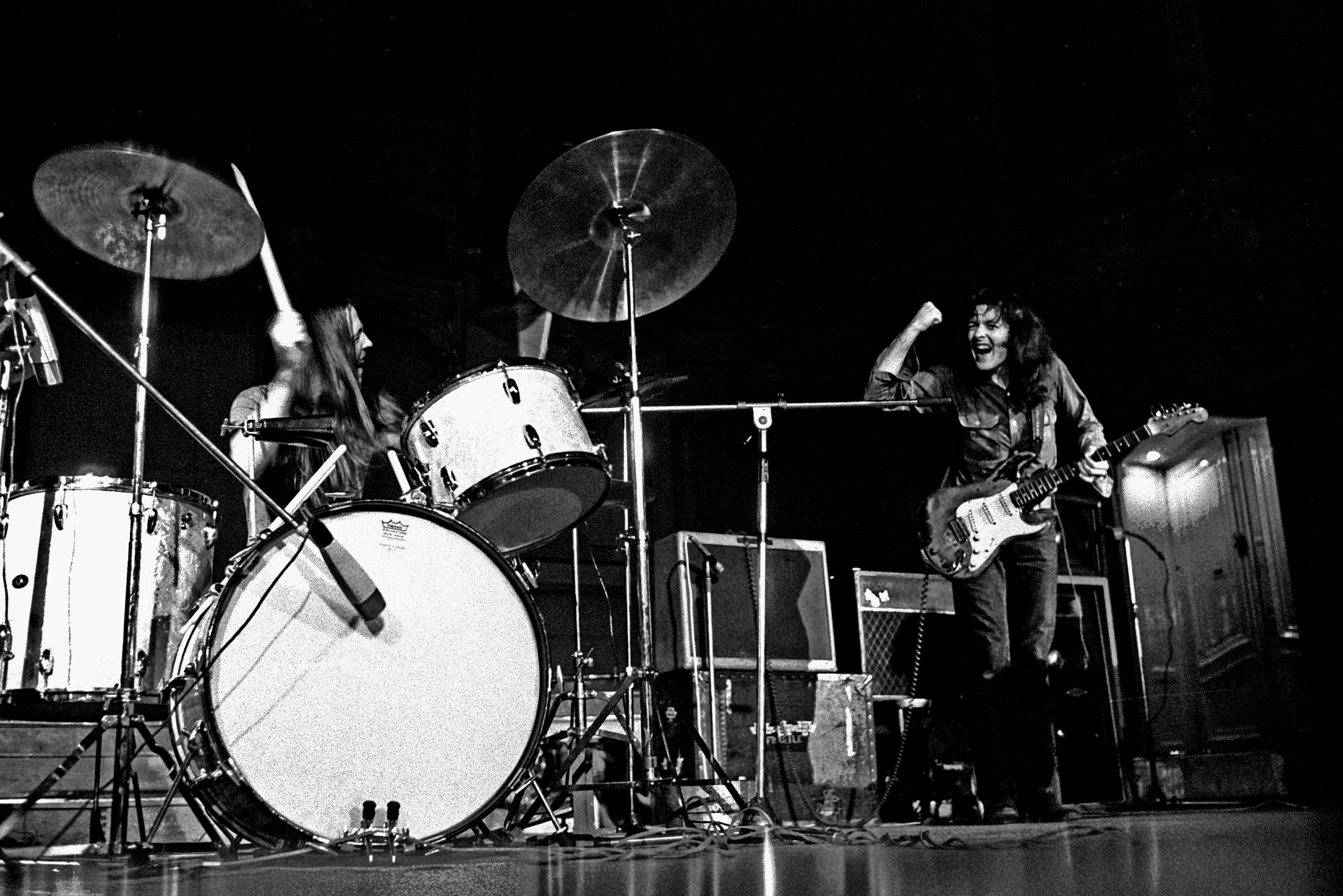
Rod de'Ath en Rory Gallagher in Hamburg, 1973

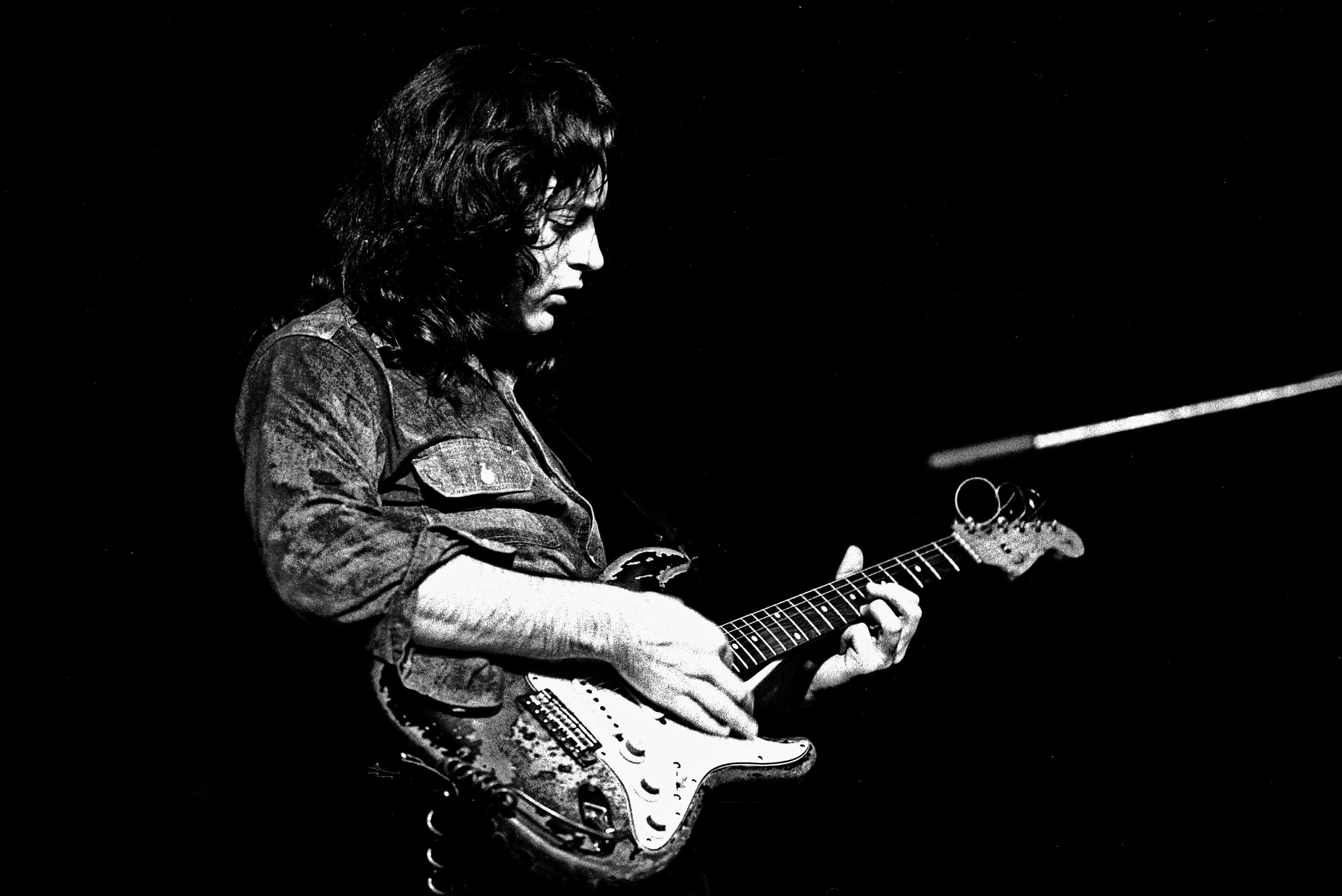
Rory Gallagher met zijn Stratocaster, 1973

Rory Gallagher (Ballyshannon, 2 maart 1948 – Londen, 14 juni 1995) was een Ierse bluesgitarist en zanger.

## Biografie
Rory Gallagher begon zijn carrière in de vroege jaren zestig als gitarist met de Fontana Showband. In 1964 en 1965 speelde hij in de Impact Sound Show Band (later The Impact Sound en ten slotte The Impact). In 1966 formeerde hij het powertrio  Taste met Eric Kitteringham (bas) en Norman Damery (drums). In 1967 nam dit trio wat demo's op die in de jaren zeventig op lp verschenen onder de titel Taste In The Beginning. Nog in datzelfde jaar werden John Wilson en Richard "Charlie" McCracken resp. de nieuwe drummer en bassist van Taste en met hen zou Gallagher drie jaar samenwerken. Deze periode leverde twee studioalbums op: Taste en On The Boards. Een stortvloed van bootlegs werd in die tijd uitgebracht. Om dit tegen te gaan bracht platenmaatschappij Polydor zelf Live in Montreux en Live at The Isle Of Wight uit. Taste werd in 1970 ontbonden na onenigheid over de financiële huishouding en de rol van het management hierin.
Met Gerry McAvoy (uit Deep Joy) op bas en Wilgar Campbell (uit The Method) op drums ging Gallagher vervolgens verder onder zijn eigen naam: The Rory Gallagher Band, of Rory Gallagher and his band. Zijn muziekstijl vertoonde de blues in al zijn facetten, maar met name ook de country blues. In 1973 vertrok Campbell naar The Mick Abrahams Band en werd vervangen door Rod de'Ath uit Killing Floor. Korte tijd later werd ook de toetsenist van Killing Floor, Lou Martin, lid van Rory's begeleidingsband. In de jaren zeventig speelde ook de Belgische bluesgitarist Roland Van Campenhout regelmatig mee in de band van Gallagher.
Gallagher werd door het muziekblad Melody Maker in 1972 en 1974 uitgeroepen tot 's werelds beste gitarist. Hij genoot onder andere in het Oostblok een grote populariteit. De band zou een naam opbouwen met marathonoptredens tijdens veelvuldige tournees. Zo speelden zij op 15 december 1973 tijdens een nachtconcert voorafgaand aan een autoloze zondag in De Doelen in Rotterdam net zo lang door tot de bezoekers de eerste trein naar huis konden nemen. 
Veel succes had Gallagher met zijn liveoptredens. Meestal trad hij eenvoudig gekleed in een houthakkershemd op en bespeelde hij zijn befaamde, afgeleefde Fender Stratocaster. Hij had een grote schare trouwe fans onder wie vele epigonen die tijdens zijn concerten luchtgitaar speelden.
Tijdens een concert in januari 1995 in Nighttown in Rotterdam bleek Gallagher zo ernstig ziek, dat het optreden voortijdig moest worden afgebroken. De zanger werd opgenomen in het Academisch Medisch Centrum in Amsterdam en later overgebracht naar een ziekenhuis in Londen. Daar onderging hij in april 1995 een succesvolle levertransplantatie. Hij overleed echter twee maanden later aan een longontsteking. Hij ligt begraven op het Saint Oliver's Cemetery in Cork.
Gallagher wordt jaarlijks herdacht met de eerbetoonconcerten "Cork rocks for Rory" in Cork en "Going to my home town" in zijn geboorteplaats Ballyshannon. In Ierland werd hij geëerd met standbeelden en zijn er verschillende straten naar hem vernoemd. Postuum werd door zijn broer Dónal het album Wheels within wheels uitgebracht, waarop Gallagher onder anderen samenwerkt met de Spaanse gitarist Juan Martín, Ronnie Drew van The Dubliners en Béla Fleck.
In 1997 bracht de firma Fender een speciale Rory Gallagher Signature Stratocaster op de markt, die tot in de kleinste details (inclusief alle beschadigingen) op Rory's favoriete gitaar lijkt. Gallagher had zijn exemplaar (gefabriceerd in 1961) in 1963 tweedehands in Cork gekocht voor honderd pond.

### Bezettingen van The Rory Gallagher Band
Rory Gallagher (gitaar, zang) met:
- 1970 - 1972: Gerry McAvoy (bas), Wilgar Campbell (drums)
- 1972 - 1976: Gerry McAvoy (bas), Lou Martin (piano), Rod de'Ath (drums)
- 1976 - 1981: Gerry McAvoy (bas), Ted McKenna (drums)
- 1981 - 1991: Gerry McAvoy (bas), Brendan O'Neil (drums) + veelvuldige gast: Mark Feltham (harmonica)
- 1992 - 1994: David Levy (bas), Jim Levaton (toetsen), John Cooke (toetsen), Richard Newman (drums) + veelvuldige gast: Mark Feltham (harmonica)

## Discografie
- 1971 - Rory Gallagher
- 1971 - Deuce
- 1972 - Live in Europe (live)
- 1973 - Blueprint
- 1973 - Tattoo
- 1973 - The Cuckoo
- 1974 - Irish Tour '74 (live)
- 1974 - A Bottle of Gin (bootleg)

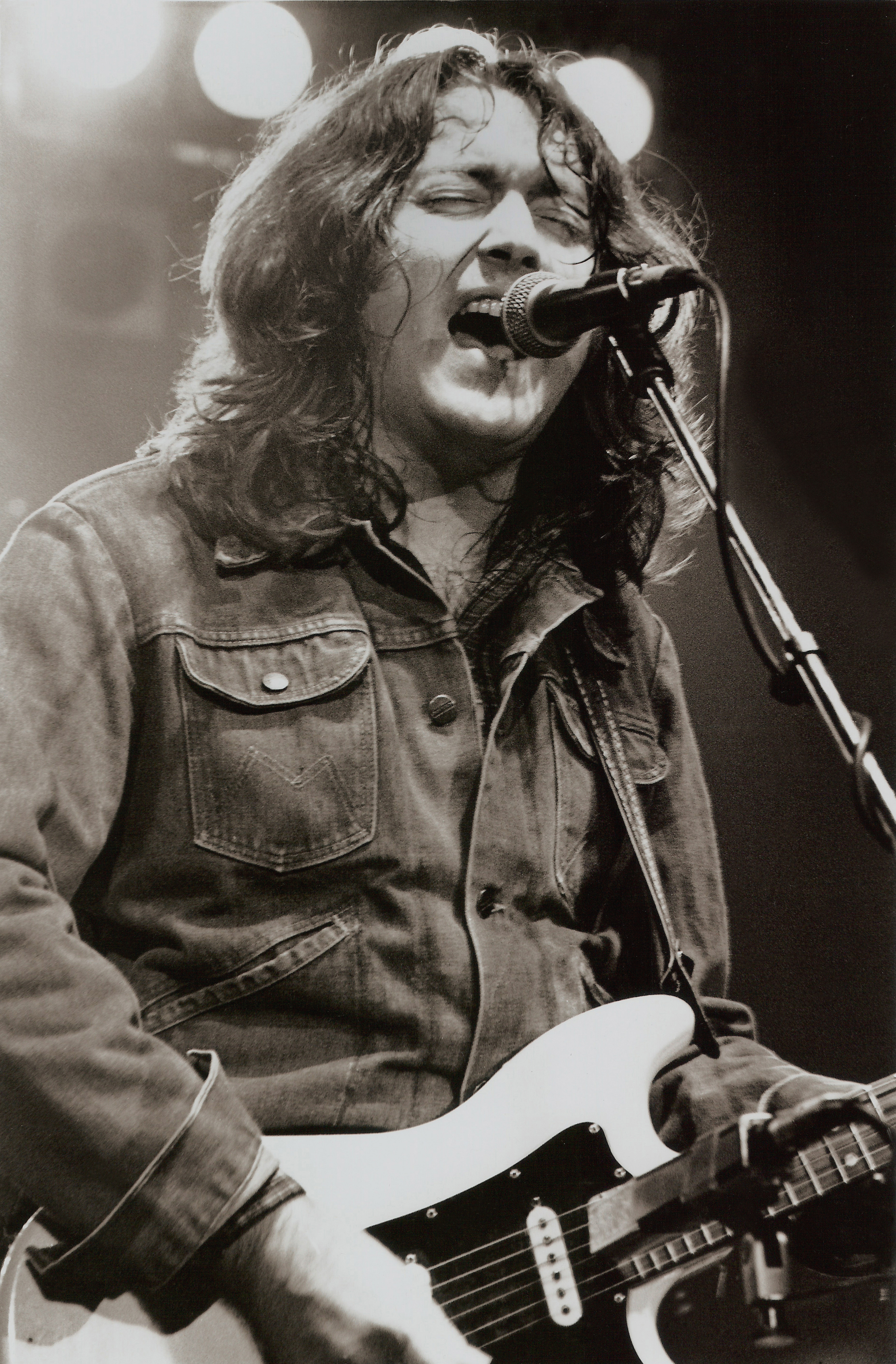
Rory Gallagher, Manchester Apollo, 1982

- 1975 - Sinner and Saint (compilatie)
- 1975 - Against the Grain
- 1976 - Calling Card
- 1978 - Photo-Finish
- 1979 - Top Priority
- 1980 - Stage Struck (live)
- 1982 - Jinx
- 1987 - Defender
- 1988 - Fresh Evidence
- 1992 - The Bullfrog Interlude
- 1992 - Etched in Blue (compilatie)
- 1995 - A Blue Day For The Blues (compilatie)
- 1999 - BBC Sessions (live)
- 2003 - Wheels Within Wheels (akoestisch)
- 2005 - Big Guns: The Very Best Of Rory Gallagher (compilatie)
- 2006 - Live at Montreux (live, postuum)
- 2008 - The Essential (compilatie)
- 2010 - The Beat Club Sessions
- 2011 - Notes From San Francisco (postuum)
- 2012 - The Rory Gallagher Collection (compilatie)
- 2013 - Kickback City/ The lie factory (3 cd)
- 2019 - Blues (1 cd)/ Blues de Luxe (3 cd) vooral niet eerder vrijgegeven tracks

### Dvd's
| Dvd's met hitnoteringen in de Nederlandse Music Top 30               | Datum van verschijnen | Datum van binnenkomst | Hoogste positie | Aantal weken | Opmerkingen |
| -------------------------------------------------------------------- | --------------------- | --------------------- | --------------- | ------------ | ----------- |
| Live at Montreux - The Definitive Montreux Collection                | 2006                  | 03-06-2006            | 5               | 16           |             |
| At rockpalast                                                        | 2008                  | 09-08-2008            | 10              | 10           |             |
| Ghost blues - the story of Rory Gallagher and the beat club sessions | 2010                  | 16-11-2010            | 21              | 1            |             |